# Linea IRT Ninth Avenue
La linea IRT Ninth Avenue, anche chiamata Ninth Avenue El, fu la prima linea sopraelevata della città di New York. Aperta a partire dal 1868 come West Side and Yonkers Patent Railway, venne in gran parte chiusa l'11 giugno 1940, dopo essere stata rimpiazzata dalla linea IND Eighth Avenue, aperta nel 1932. L'ultima sezione, a nord del fiume Harlem, conosciuta come Polo Grounds Shuttle, venne chiusa il 31 agosto 1958.

## Incidente dell'11 settembre 1905
L'11 settembre 1905 la linea fu teatro del più grave incidente mai avvenuto su una linea sopraelevata a New York, che provocò la morte di 13 persone e ne ferì gravemente 48.